# Dekanat piński (eparchia pińska i łuniniecka)
Dekanat piński – jeden z ośmiu dekanatów wchodzących w skład eparchii pińskiej i łuninieckiej Egzarchatu Białoruskiego Patriarchatu Moskiewskiego.

## Parafie w dekanacie
- Parafia Świętych Męczenników Machabeuszy w Bereźcach
  - Cerkiew Świętych Męczenników Machabeuszy w Bereźcach
- Parafia Opieki Matki Bożej w Biarozawiczach
  - Cerkiew Opieki Matki Bożej w Biarozawiczach
- Parafia św. Cyryla Turowskiego w Bojarach
  - Cerkiew św. Cyryla Turowskiego w Bojarach
- Parafia Narodzenia Najświętszej Maryi Panny w Czuchowie
  - Cerkiew Narodzenia Najświętszej Maryi Panny w Czuchowie
- Parafia Świętej Trójcy w Dobrosławce
  - Cerkiew Świętej Trójcy w Dobrosławce
- Parafia Narodzenia Najświętszej Maryi Panny w Duboi
  - Cerkiew Narodzenia Najświętszej Maryi Panny w Duboi
- Parafia św. Aleksandra Newskiego w Kończycach
  - Cerkiew św. Aleksandra Newskiego w Kończycach
- Parafia św. Jana Teologa w Koszewiczach
  - Cerkiew św. Jana Teologa w Koszewiczach
- Parafia św. Mikołaja Cudotwórcy w Kupiatyczach
  - Cerkiew św. Mikołaja Cudotwórcy w Kupiatyczach
- Parafia Narodzenia Najświętszej Maryi Panny w Lemieszewiczach
  - Cerkiew Narodzenia Najświętszej Maryi Panny w Lemieszewiczach
- Parafia Przemienienia Pańskiego w Łohiszynie
  - Cerkiew Świętej Trójcy w Łohiszynie
- Parafia św. Aleksandra Newskiego w Łyszczach
  - Cerkiew św. Aleksandra Newskiego w Łyszczach
- Parafia Świętej Trójcy w Mieśkowiczach
  - Cerkiew Świętej Trójcy w Mieśkowiczach
- Parafia św. Paraskiewy Piątnicy w Misiatyczach
  - Cerkiew św. Paraskiewy Piątnicy w Misiatyczach
- Parafia Cudu św. Michała Archanioła w Chonach w Mołotkowiczach
  - Cerkiew Cudu św. Michała Archanioła w Chonach w Mołotkowiczach
- Parafia św. Eufrozyny Połockiej w Mołotkowiczach
  - Cerkiew św. Eufrozyny Połockiej w Mołotkowiczach
- Parafia Zaśnięcia Najświętszej Maryi Panny w Nowym Dworze
  - Cerkiew Zaśnięcia Najświętszej Maryi Panny w Nowym Dworze
- Parafia Narodzenia Najświętszej Maryi Panny w Ochowie
  - Cerkiew Narodzenia Najświętszej Maryi Panny w Ochowie
- Parafia Narodzenia Najświętszej Maryi Panny w Ostrowie
  - Cerkiew Narodzenia Najświętszej Maryi Panny w Ostrowie
  - Kaplica św. Mikołaja Cudotwórcy w Parze
- Parafia Narodzenia Najświętszej Maryi Panny w Parochońsku
  - Cerkiew Narodzenia Najświętszej Maryi Panny w Parochońsku
- Parafia Opieki Matki Bożej w Pińkowiczach
  - Cerkiew Opieki Matki Bożej w Pińkowiczach
- Parafia św. Męczennika Carewicza Aleksego w Pińsku (przy centrum rehabilitacyjnym dla dzieci-inwalidów)
  - Cerkiew św. Męczennika Carewicza Aleksego w Pińsku
- Parafia św. Barbary w Pińsku
  - Sobór św. Barbary w Pińsku
- Parafia św. Makarego Kaniowskiego w Pińsku
  - Cerkiew św. Makarego Kaniowskiego w Pińsku
- Parafia Narodzenia Najświętszej Maryi Panny w Pińsku
  - Cerkiew Narodzenia Najświętszej Maryi Panny w Pińsku
- Parafia Świętych Piotra i Febronii w Pińsku
  - Cerkiew Świętych Piotra i Febronii w Pińsku
- Parafia św. Teodora Tyrona w Pińsku
  - Sobór św. Teodora Tyrona w Pińsku
- Parafia św. Michała Archanioła w Pleszczycach
  - Cerkiew św. Michała Archanioła w Pleszczycach
- Parafia św. Mikołaja Cudotwórcy w Płoskiniu
  - Cerkiew św. Mikołaja Cudotwórcy w Płoskiniu
- Parafia Świętych Cyryla i Metodego w Pohoście Zahorodzkim
  - Cerkiew Świętych Cyryla i Metodego w Pohoście Zahorodzkim
  - Cerkiew św. Mikołaja Cudotwórcy w Kamieniu
- Parafia Narodzenia Najświętszej Maryi Panny w Porzeczu
  - Cerkiew Narodzenia Najświętszej Maryi Panny w Porzeczu
- Parafia św. Olgi w Sosznie
  - Cerkiew św. Olgi w Sosznie
- Parafia Wniebowstąpienia Pańskiego w Stawku
  - Cerkiew Wniebowstąpienia Pańskiego w Stawku
- Parafia św. Mikołaja Cudotwórcy w Stoszanach
  - Cerkiew św. Mikołaja Cudotwórcy w Stoszanach
- Parafia Wprowadzenia Najświętszej Maryi Panny do Świątyni w Terebieniu
  - Cerkiew Wprowadzenia Najświętszej Maryi Panny do Świątyni w Terebieniu
- Parafia Opieki Matki Bożej w Tyrwowiczach
  - Cerkiew Opieki Matki Bożej w Tyrwowiczach
- Parafia Zaśnięcia Najświętszej Maryi Panny w Waliszczach
  - Cerkiew Zaśnięcia Najświętszej Maryi Panny w Waliszczach
- Parafia Narodzenia Najświętszej Maryi Panny w Wielatyczach
  - Cerkiew Narodzenia Najświętszej Maryi Panny w Wielatyczach
- Parafia św. Proroka Eliasza w Wujwiczach
  - Cerkiew św. Proroka Eliasza w Wujwiczach
- Parafia Narodzenia Najświętszej Maryi Panny w Wyłazach
  - Cerkiew Narodzenia Najświętszej Maryi Panny w Wyłazach
- Parafia św. Michała Archanioła w Zaborowcach
  - Cerkiew św. Michała Archanioła w Zaborowcach
- Parafia św. Paraskiewy Piątnicy w Żabczycach
  - Cerkiew św. Paraskiewy Piątnicy w Sadowym
- Parafia Przemienienia Pańskiego w Żółkiniu
  - Cerkiew Przemienienia Pańskiego w Żółkiniu
  - Kaplica Narodzenia Matki Bożej w Łasicku
- Parafia św. Michała Archanioła w Żydczach
  - Cerkiew św. Michała Archanioła w Żydczach
- Parafia św. Paraskiewy Piątnicy w Żytnowiczach
  - Cerkiew św. Paraskiewy Piątnicy w Żytnowiczach

## Galeria

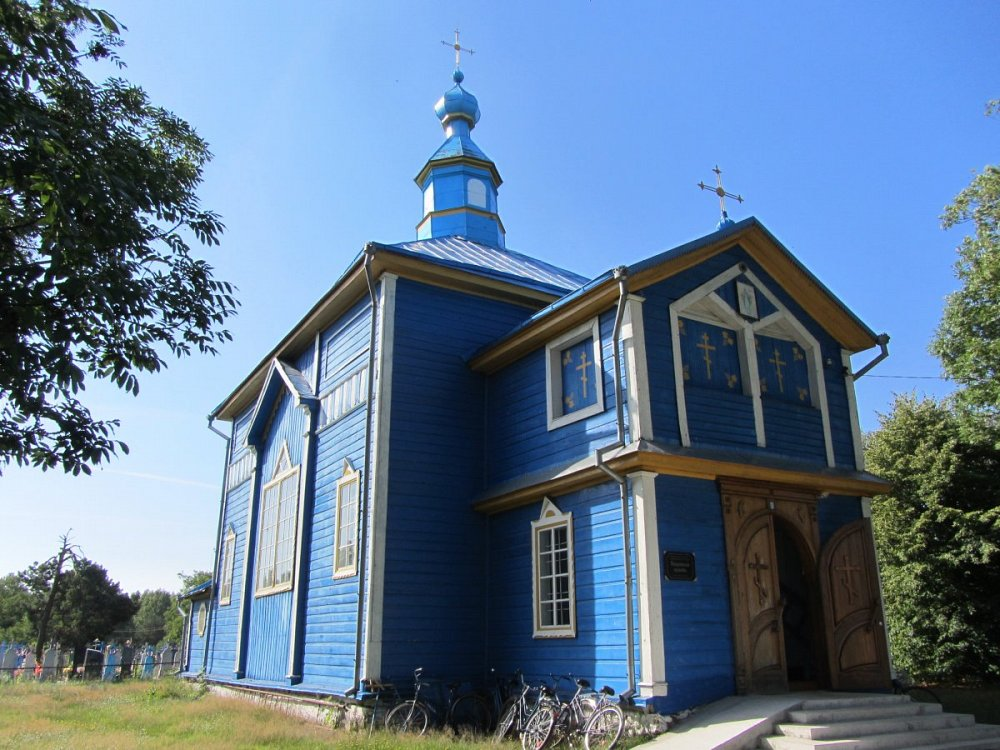
Cerkiew Opieki Matki Bożej w Brzozowiczach
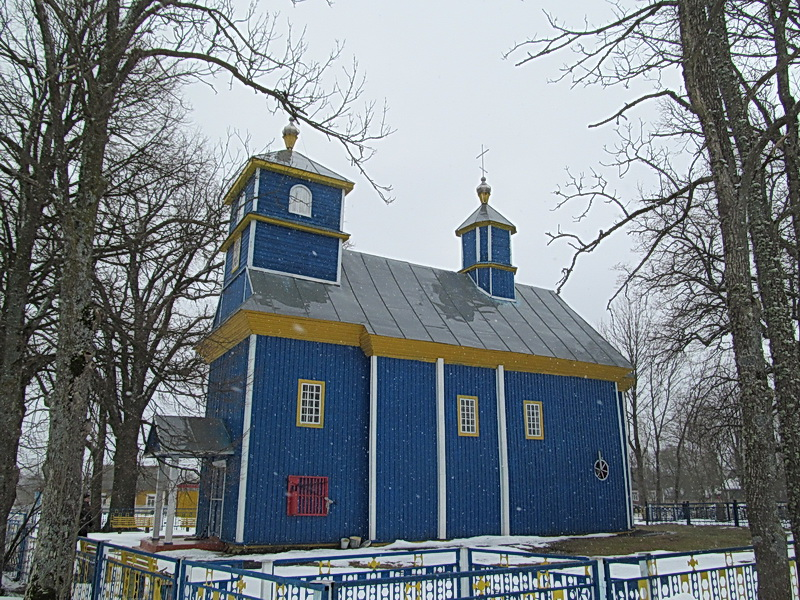
Cerkiew Świętej Trójcy w Dobrosławce
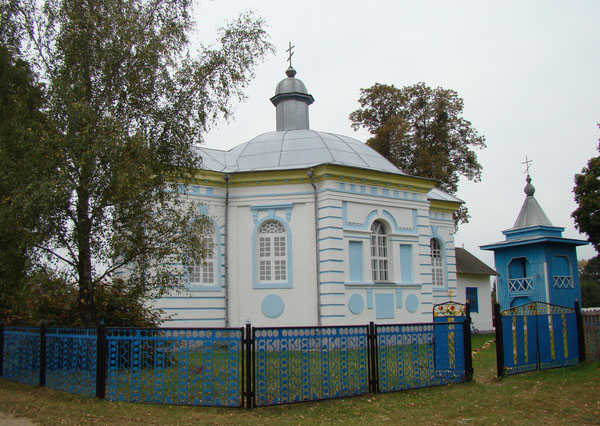
Cerkiew Narodzenia Najświętszej Maryi Panny w Duboi
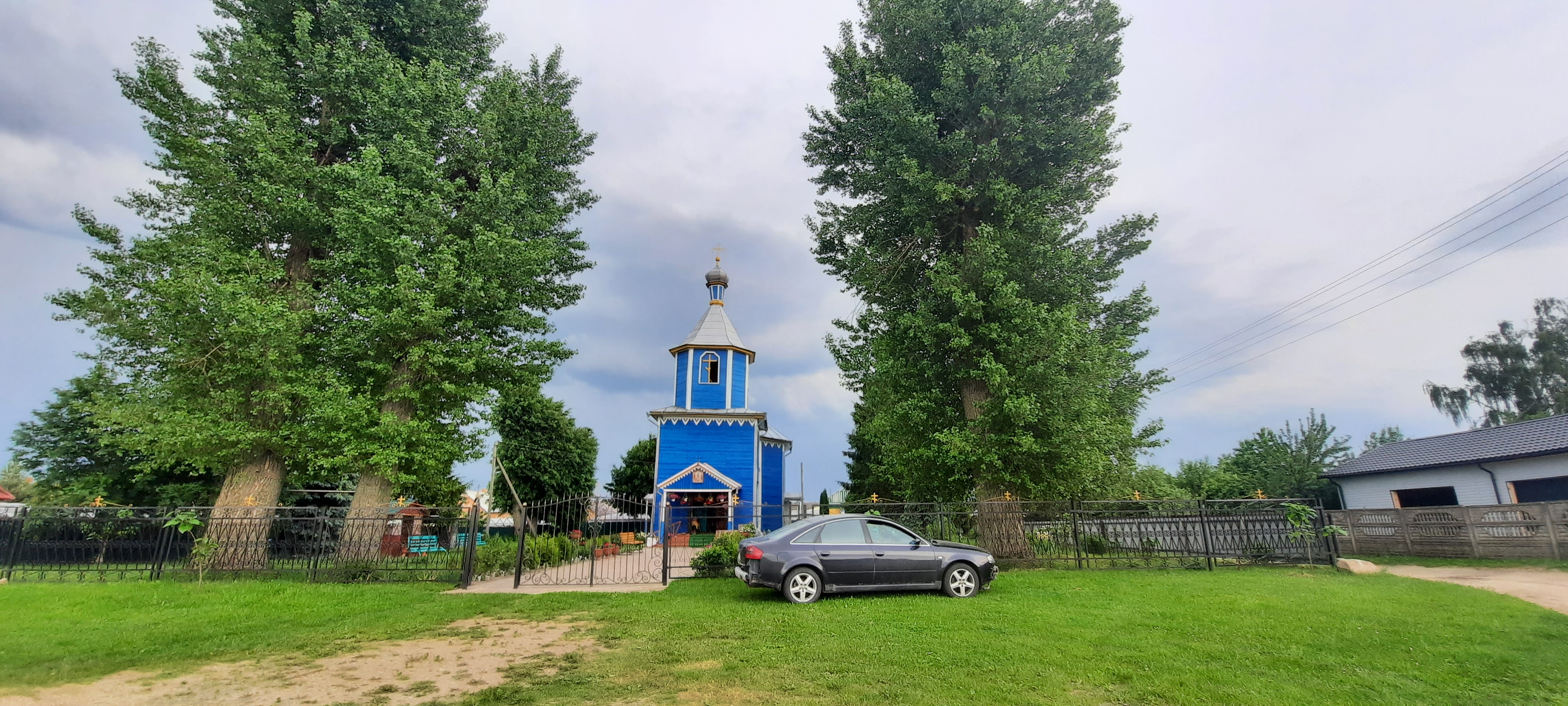
Cerkiew św. Mikołaja Cudotwórcy w Kupiatyczach
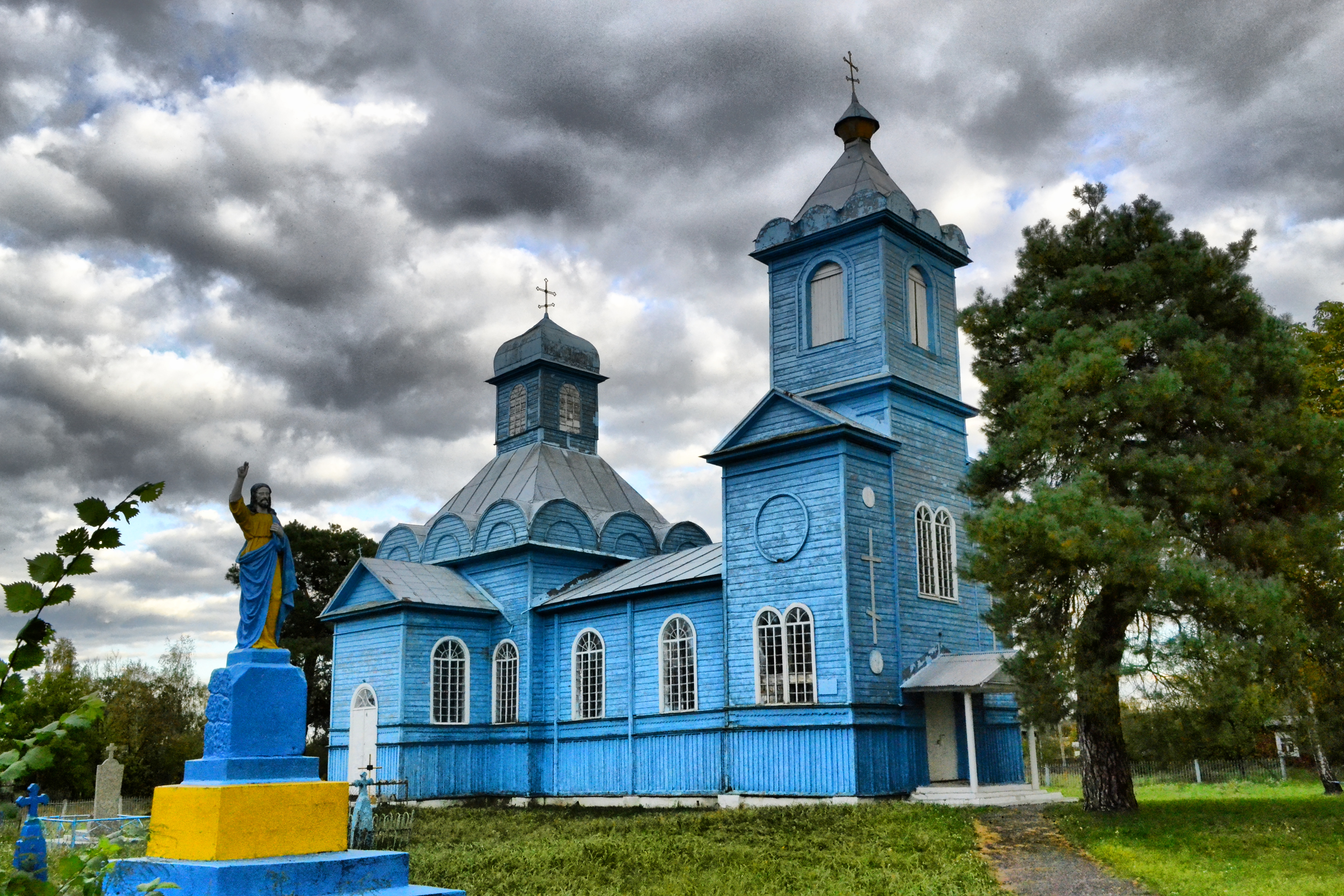
Cerkiew Narodzenia Najświętszej Maryi Panny w Lemieszewiczach
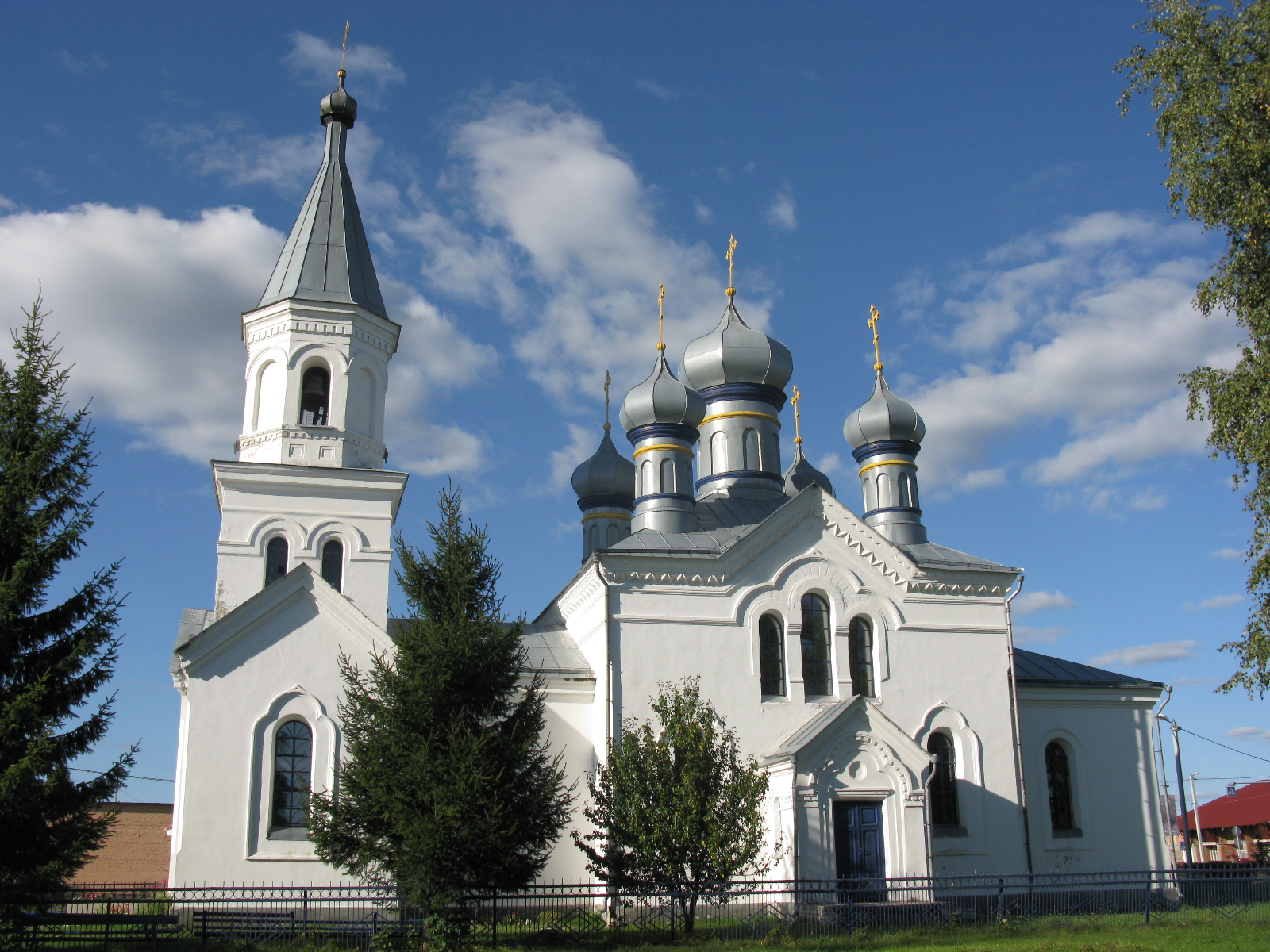
Cerkiew Świętej Trójcy w Łohiszynie
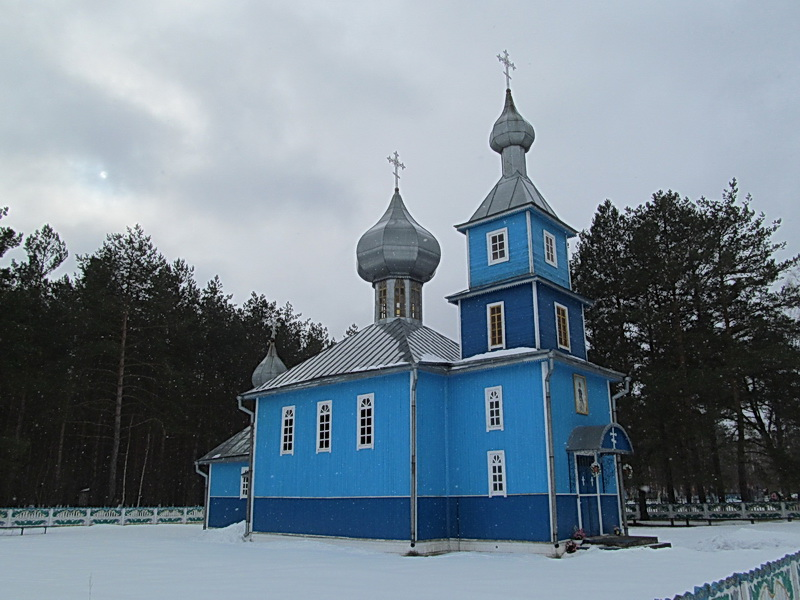
Cerkiew św. Aleksandra Newskiego w Łyszczach
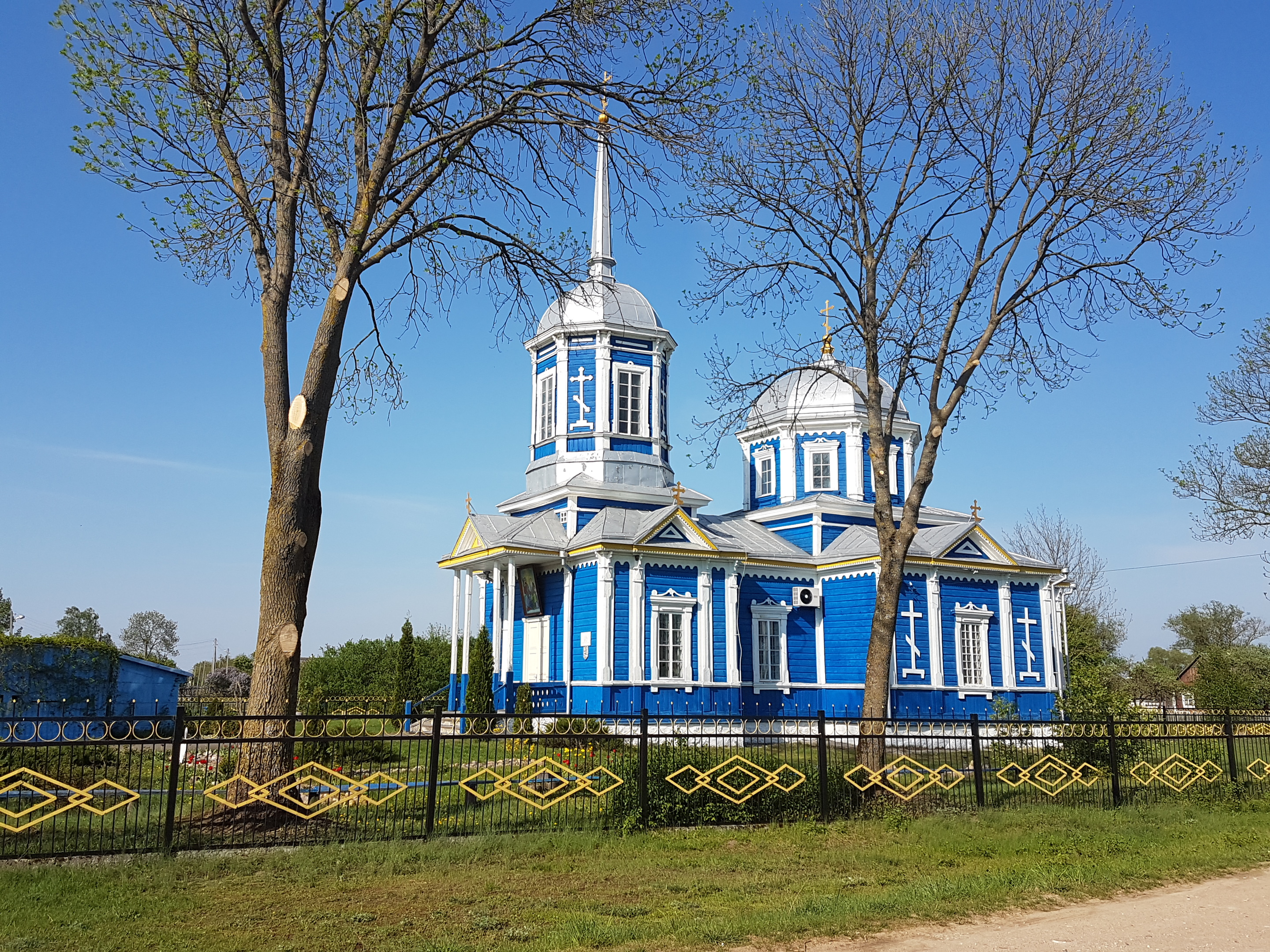
Cerkiew Świętej Trójcy w Mieśkowiczach
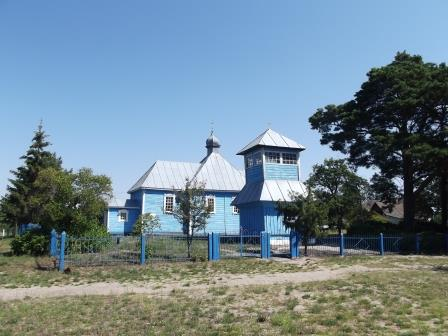
Cerkiew św. Paraskiewy Piątnicy w Misiatyczach
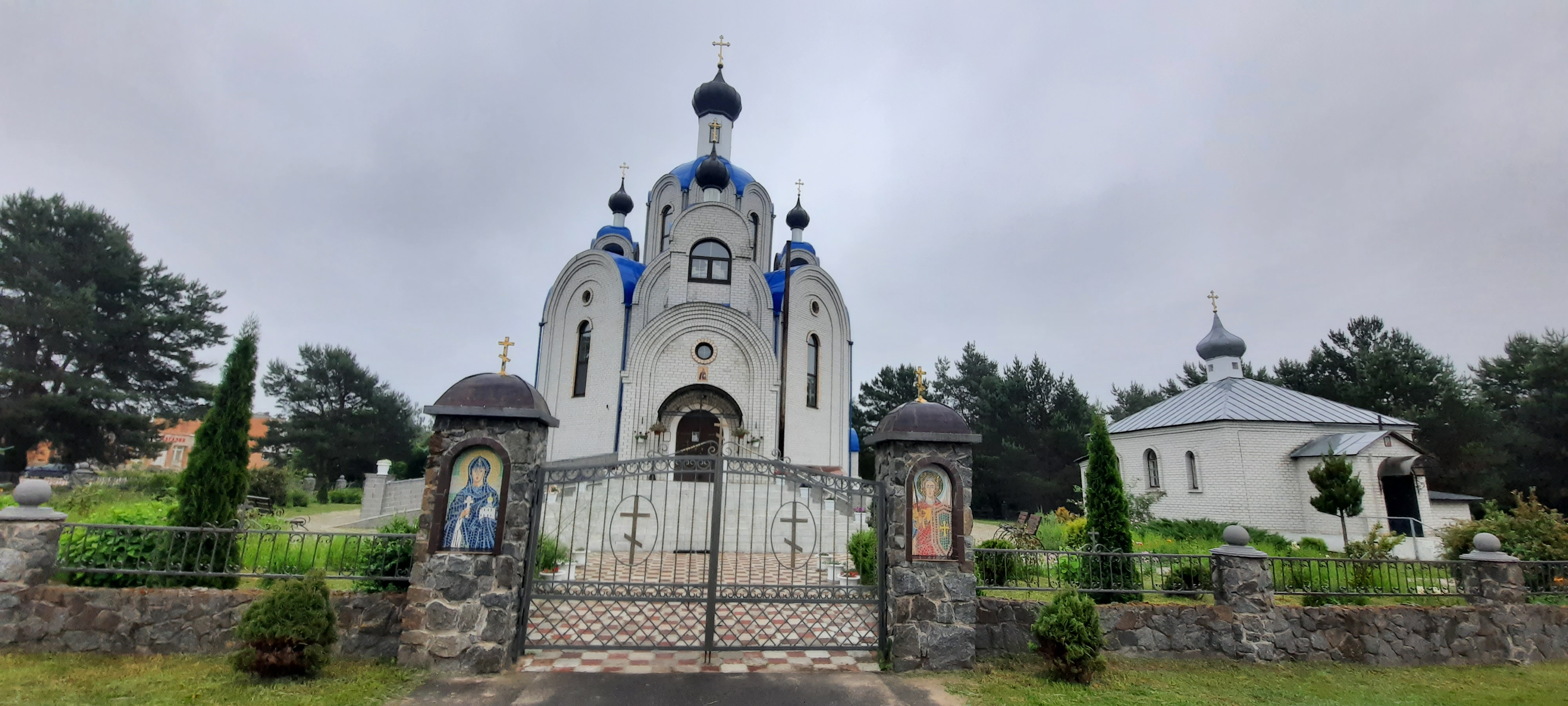
Cerkwie w Mołotkowiczach – św. Eufrozyny Połockiej (z lewej) i Cudu św. Michała Archanioła w Chonach (z prawej)
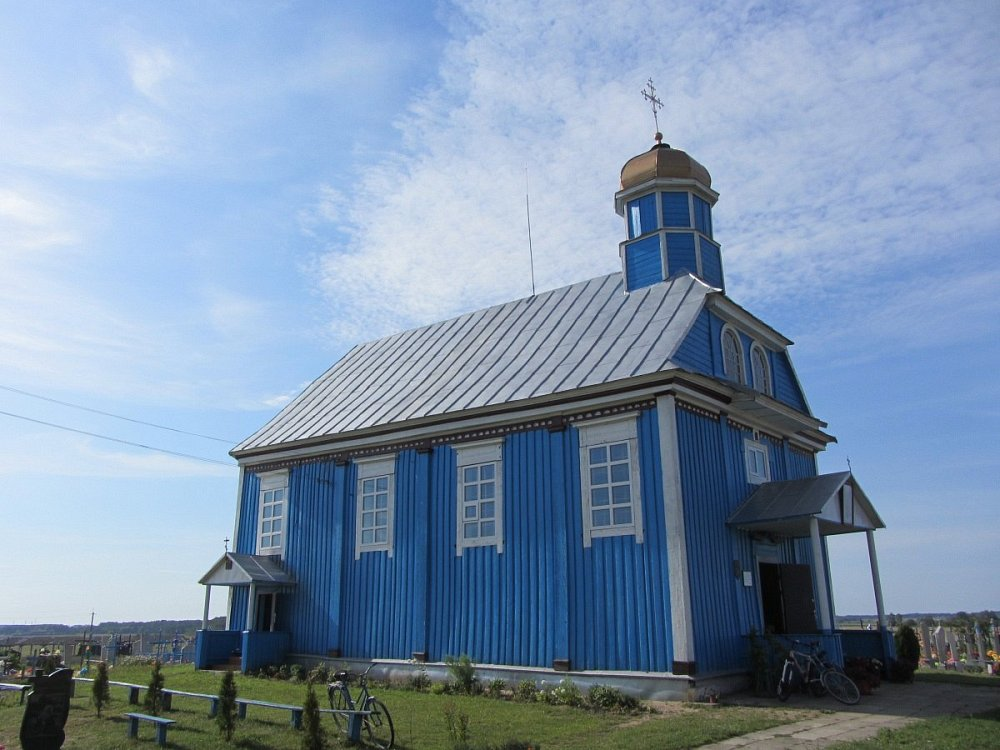
Cerkiew Podwyższenia Krzyża Pańskiego w Ochowie
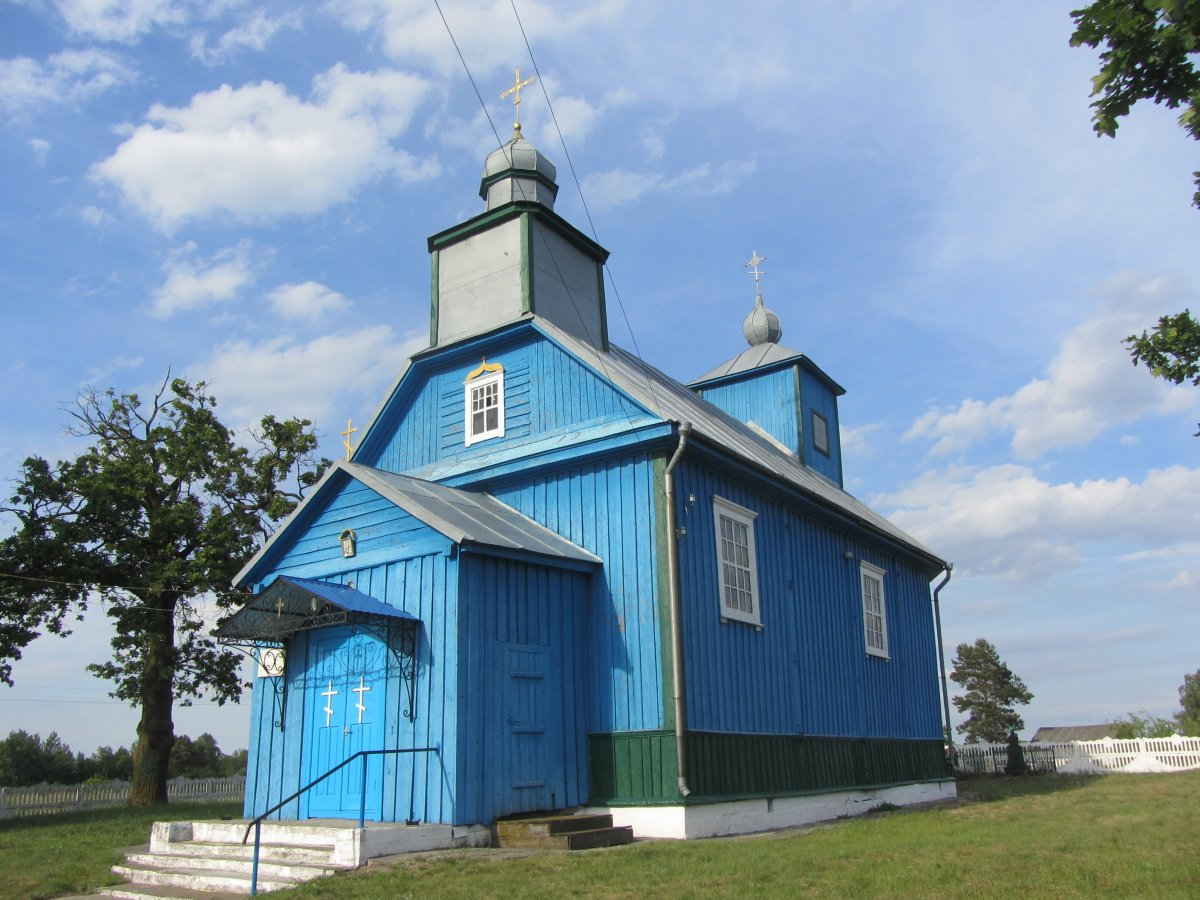
Cerkiew Narodzenia Najświętszej Maryi Panny w Ostrowie
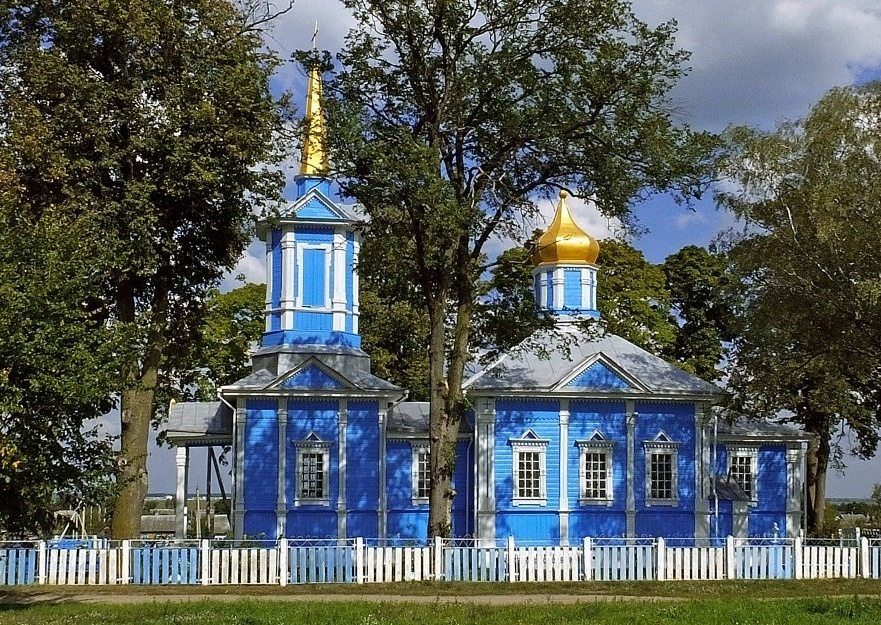
Cerkiew Narodzenia Najświętszej Maryi Panny w Parochońsku
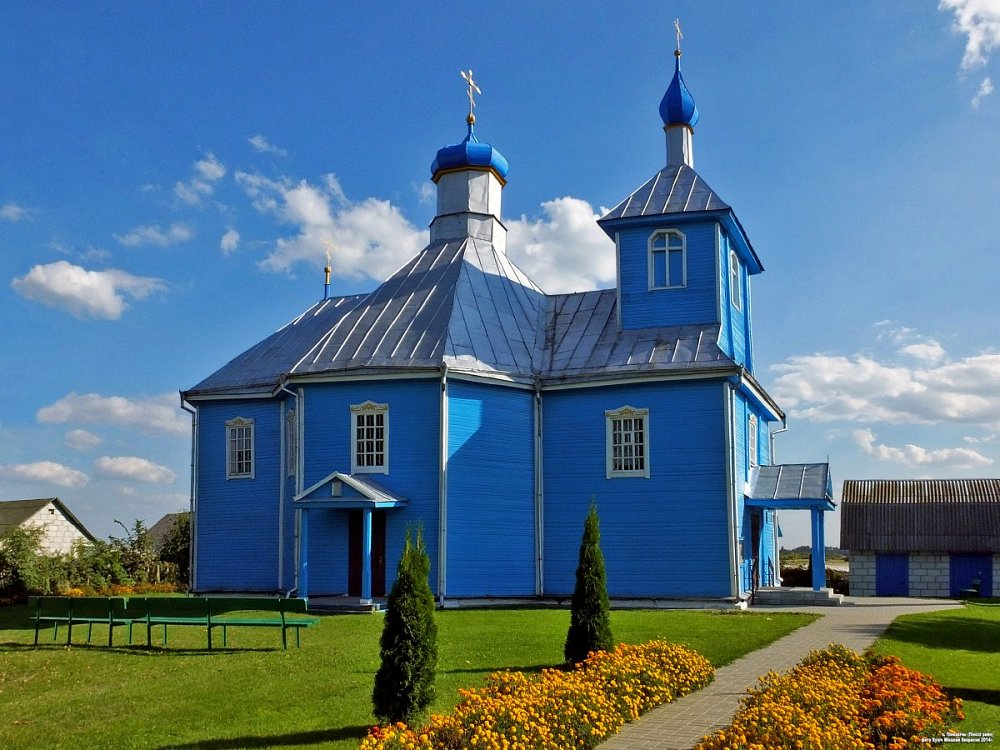
Cerkiew Opieki Matki Bożej w Pińkowiczach
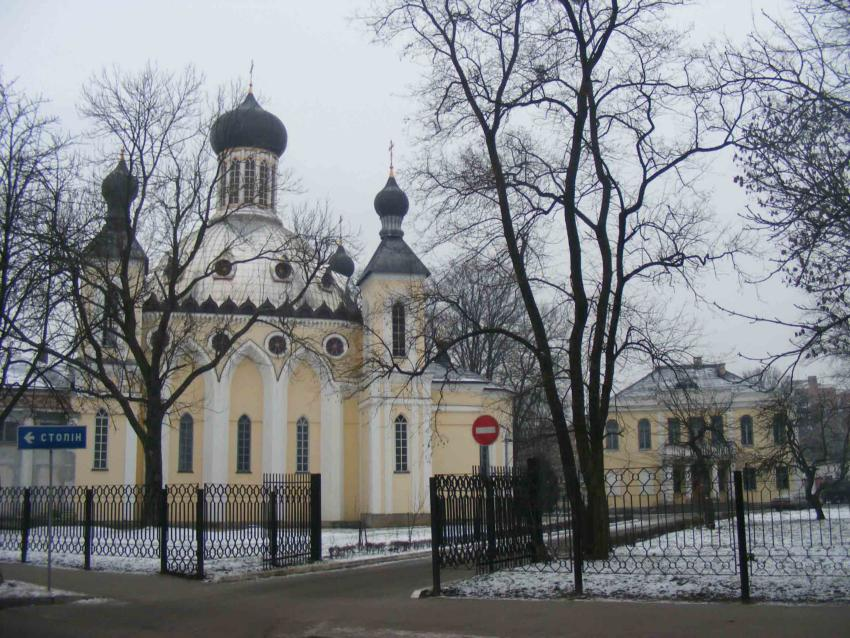
Cerkiew monasterska Zmartwychwstania Pańskiego w Pińsku
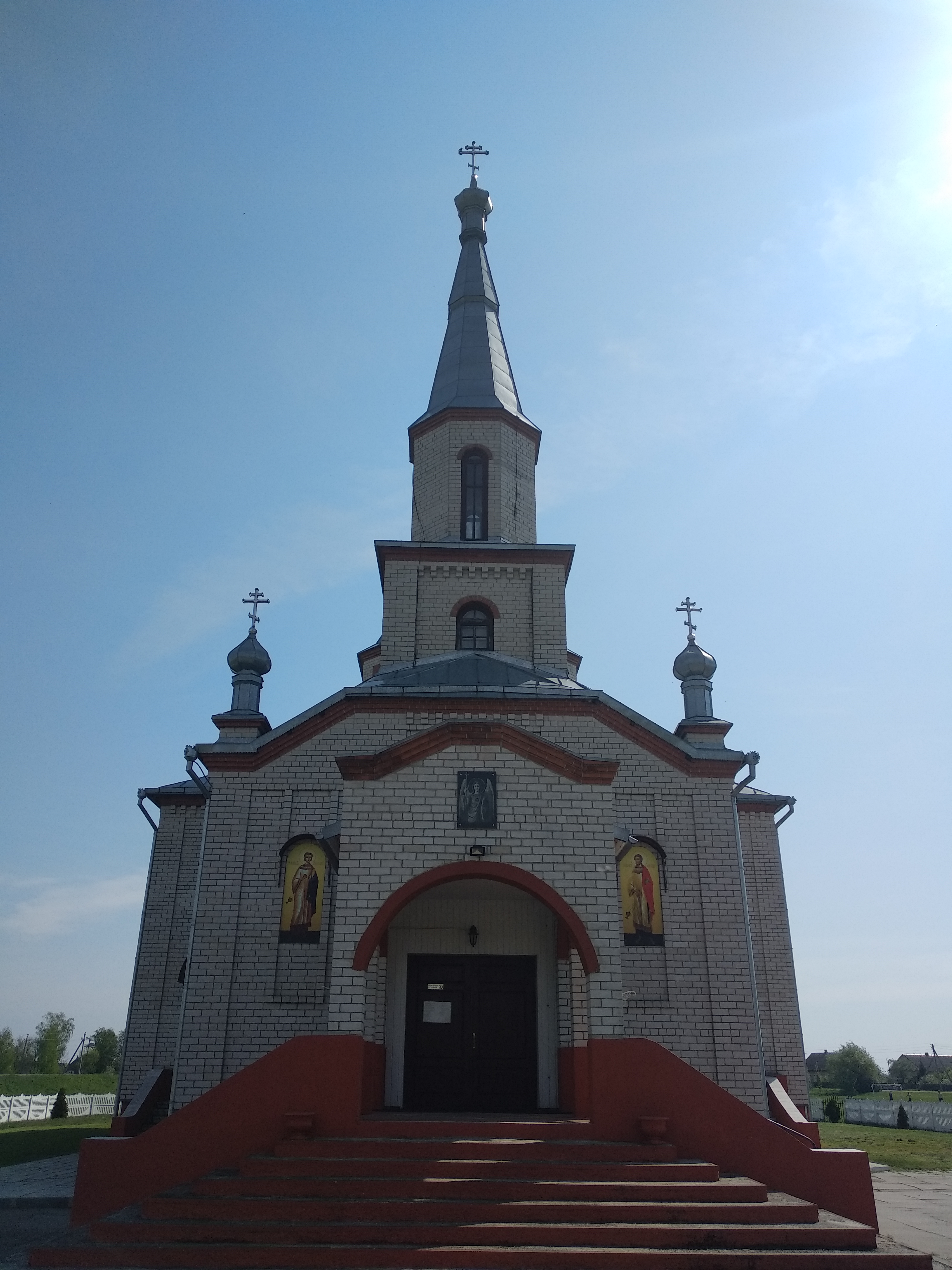
Cerkiew św. Michała Archanioła w Pleszczycach
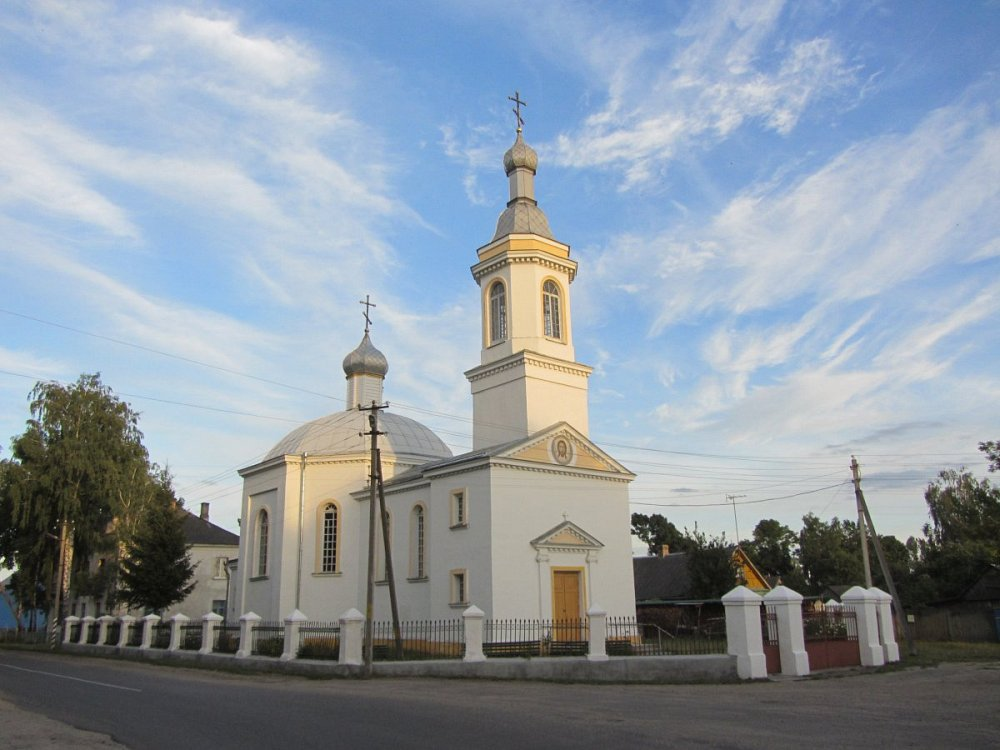
Cerkiew Świętych Cyryla i Metodego w Pogoście Zagrodzkim
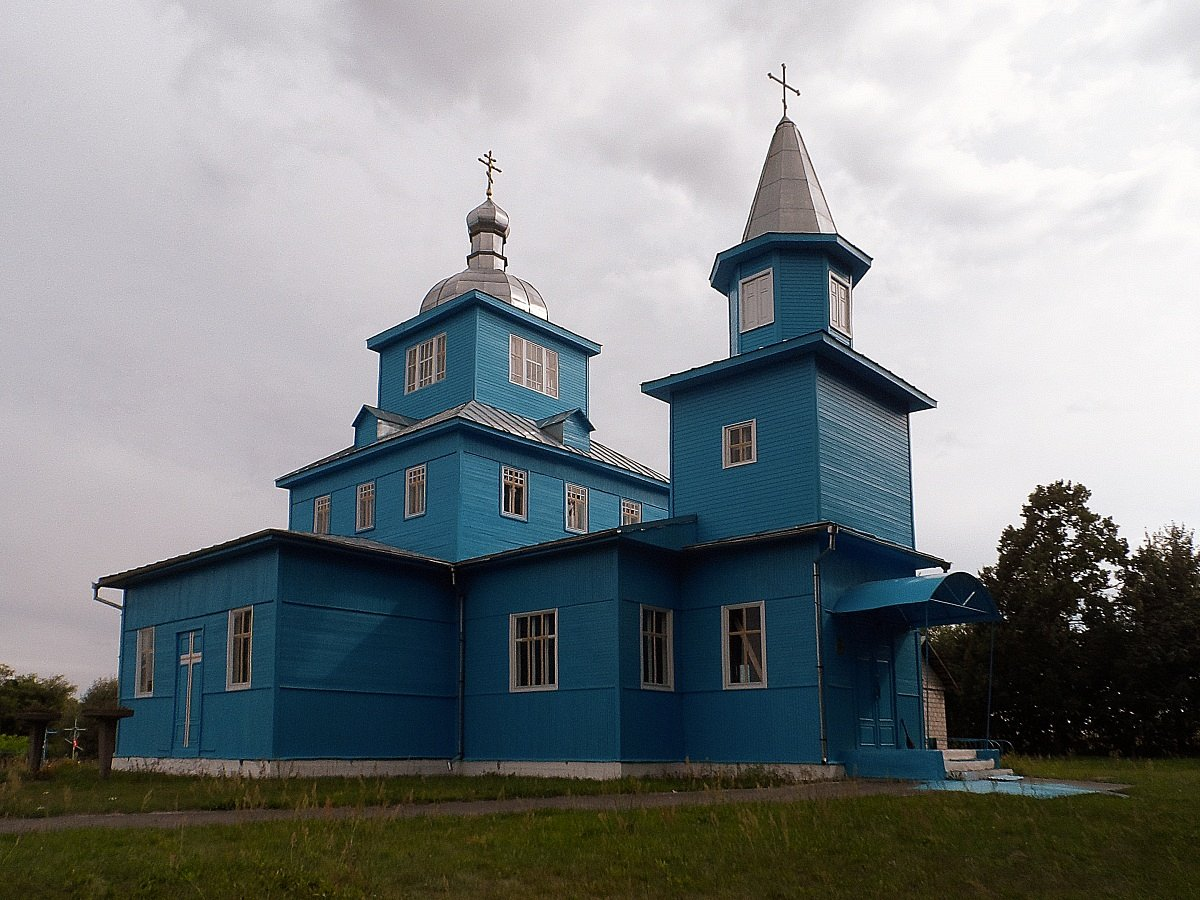
Cerkiew Narodzenia Najświętszej Maryi Panny w Porzeczu
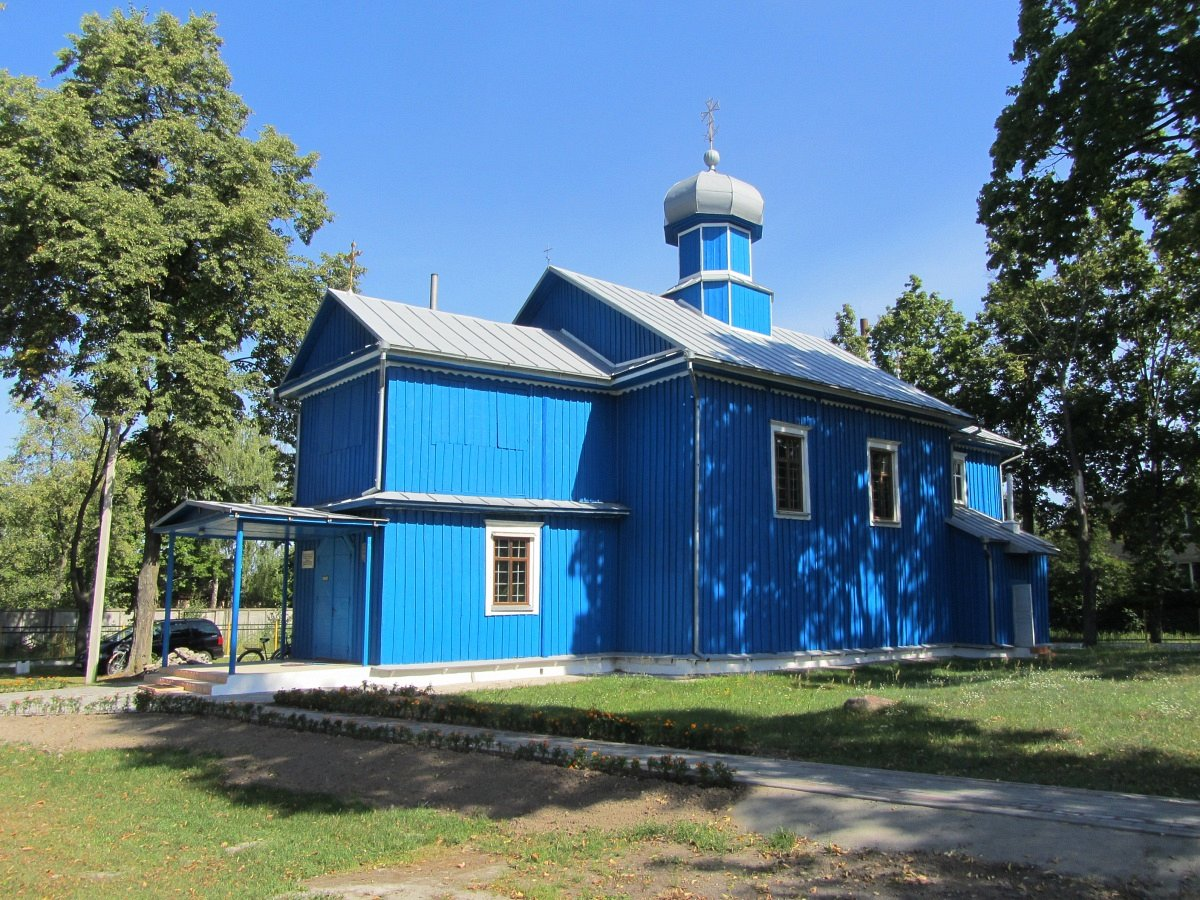
Cerkiew św. Paraskiewy Piątnicy w Sadowym
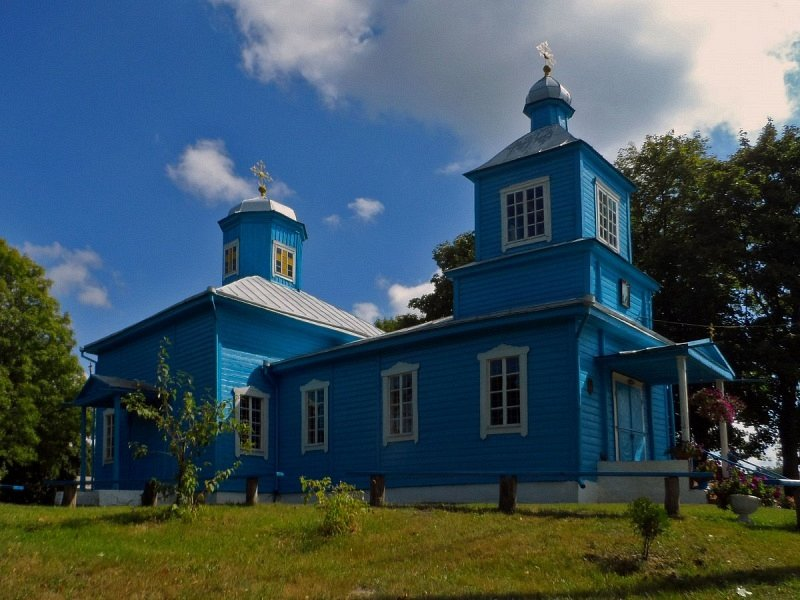
Cerkiew Wniebowstąpienia Pańskiego w Stawku
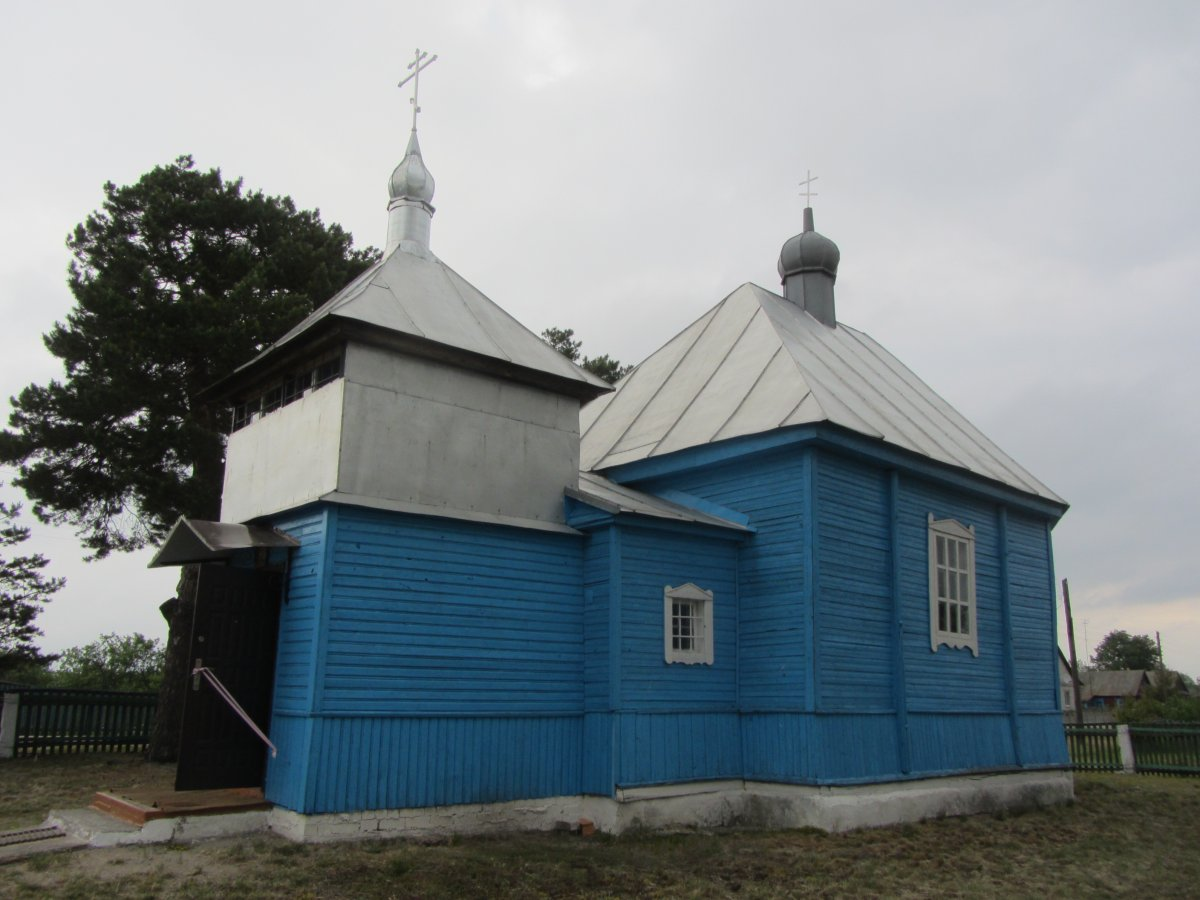
Cerkiew Opieki Matki Bożej w Tyrwowiczach
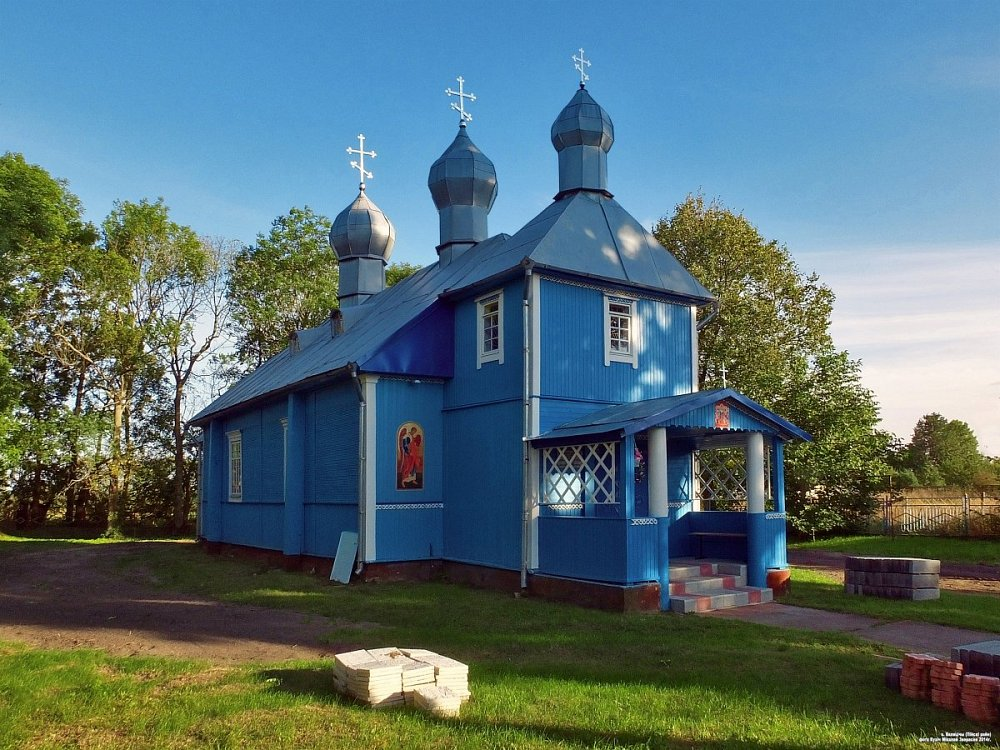
Cerkiew Narodzenia Najświętszej Maryi Panny w Wielatyczach
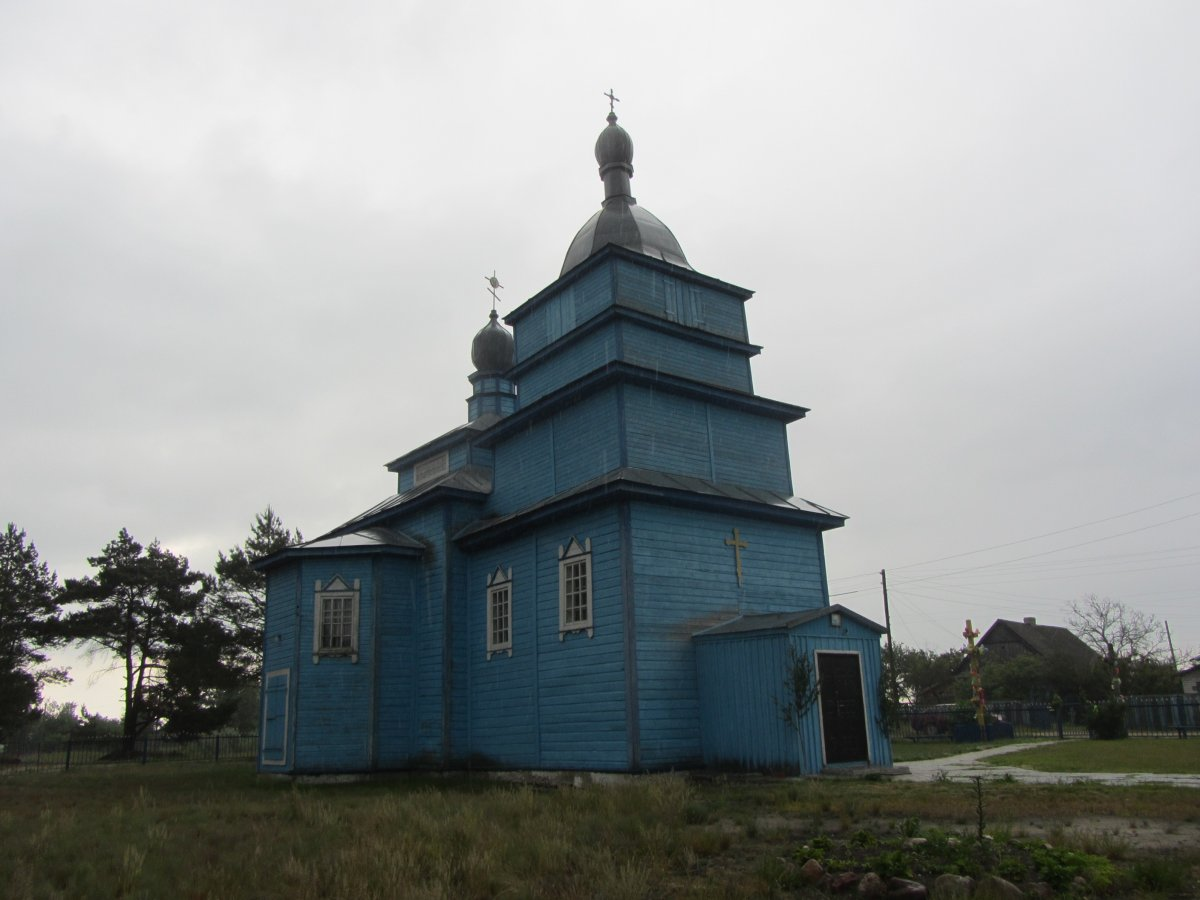
Cerkiew św. Proroka Eliasza w Wujwiczach
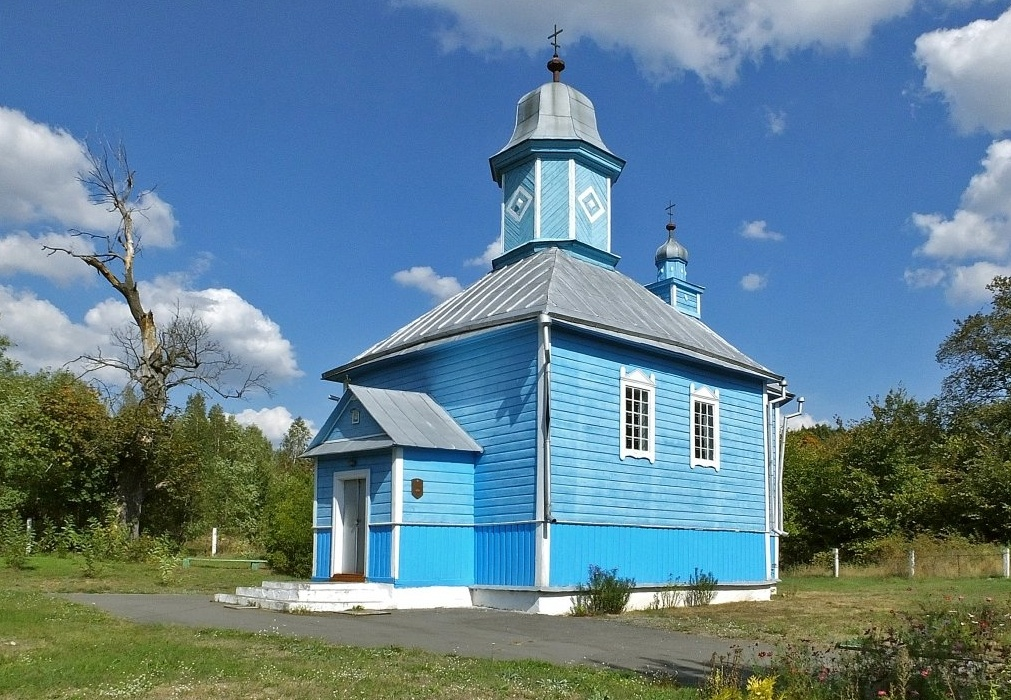
Cerkiew Narodzenia Najświętszej Maryi Panny w Wyłazach
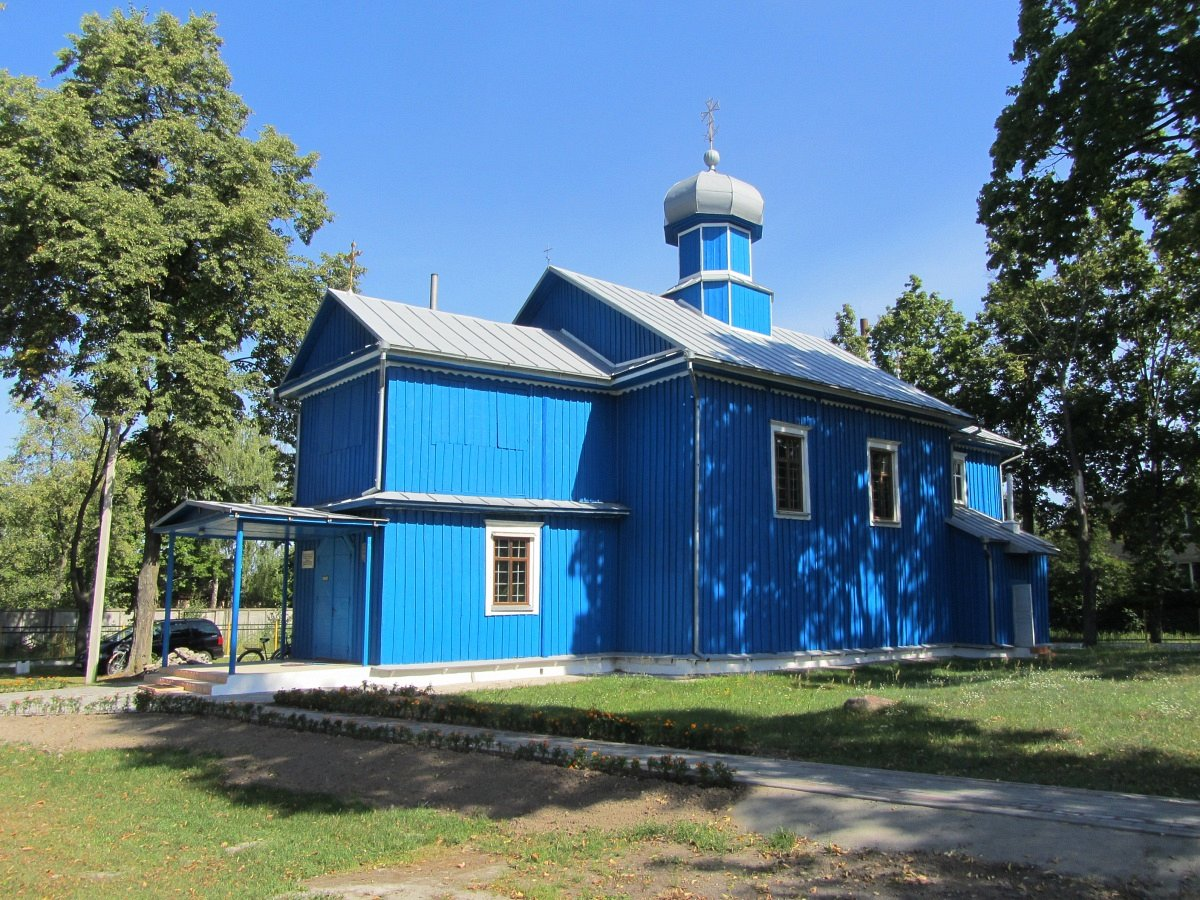
Cerkiew św. Paraskiewy w Żabczycach
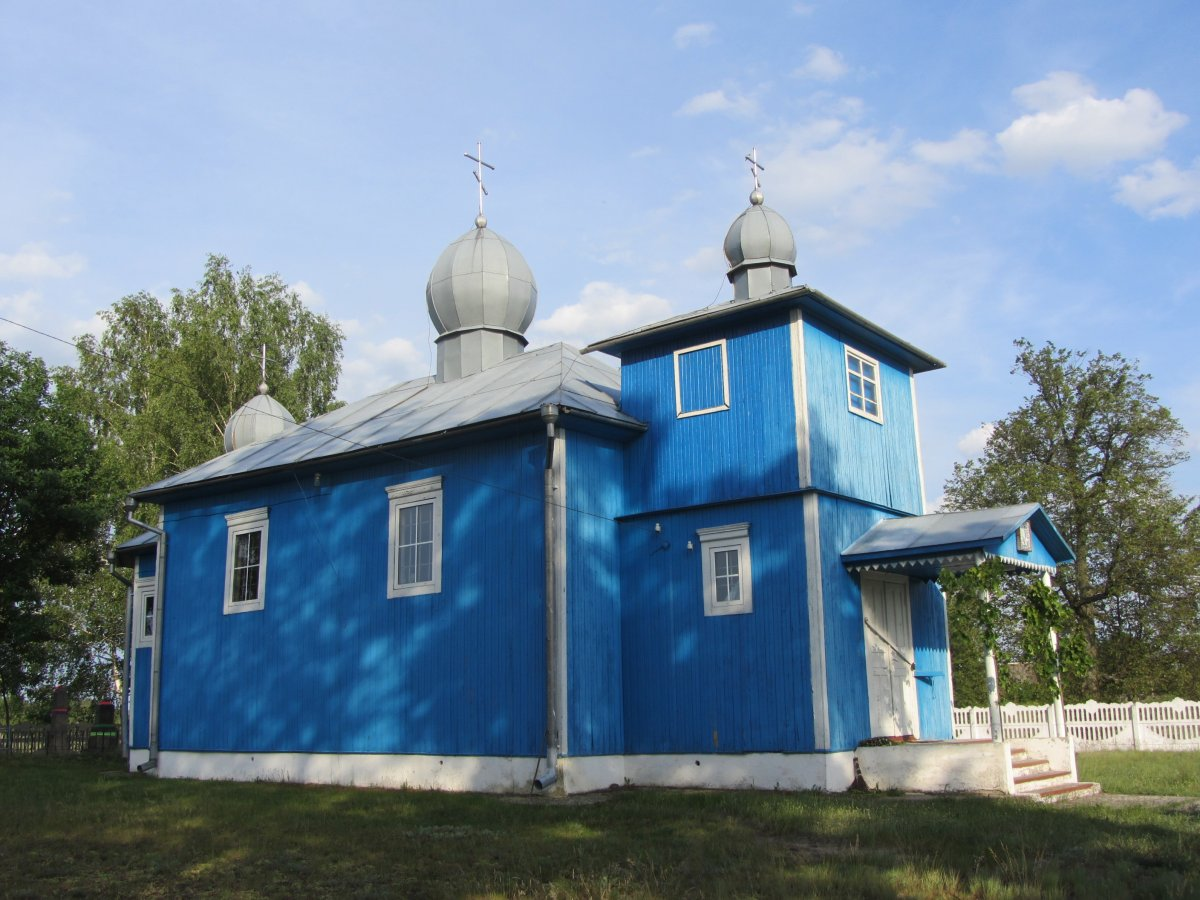
Cerkiew Przemienienia Pańskiego w Żółkiniu
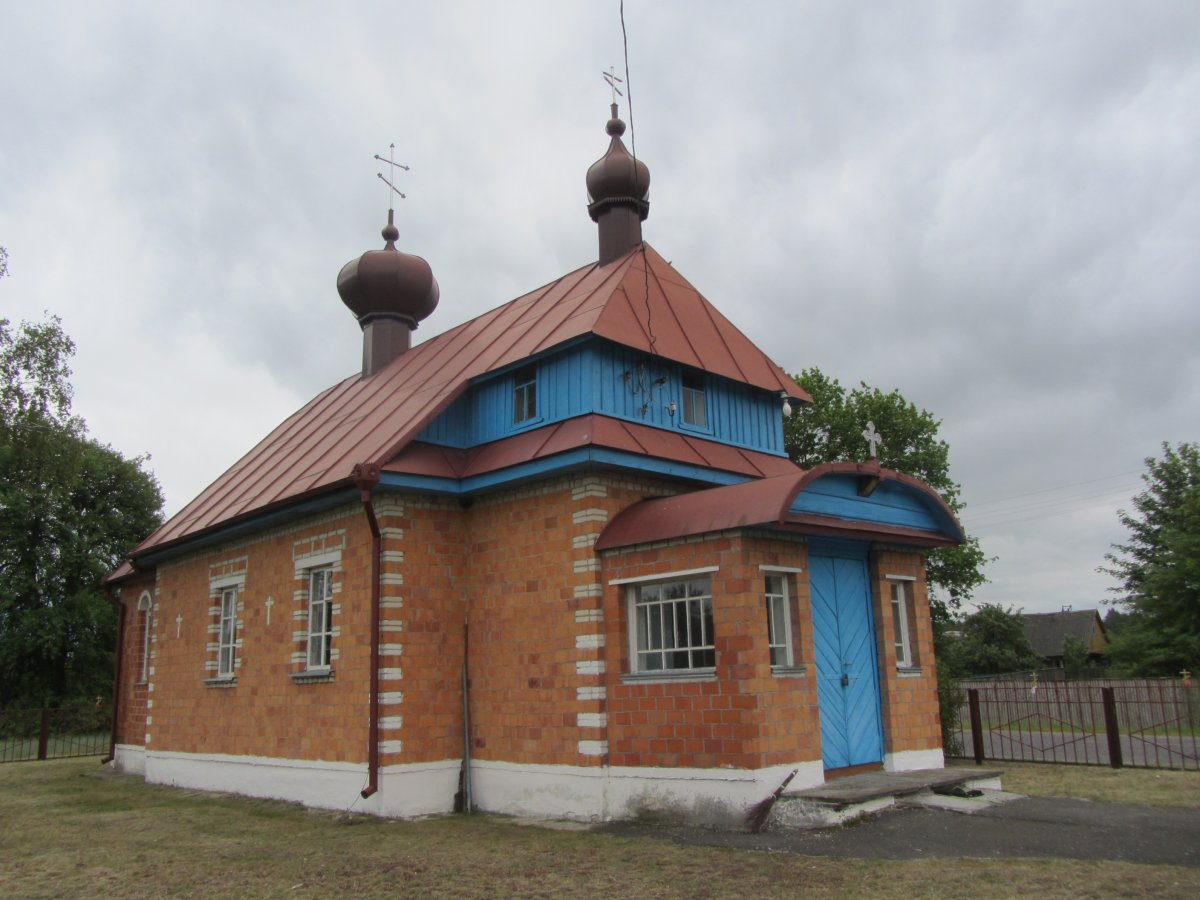
Cerkiew św. Paraskiewy Piątnicy w Żytnowiczach